# Villánykövesdi Fekete-hegy
Villánykövesdi Fekete-hegy este o arie protejată (arie specială de conservare — SAC, sit de importanță comunitară — SCI) din Ungaria întinsă pe o suprafață de 290,88 ha, integral pe uscat.

## Localizare
Centrul sitului Villánykövesdi Fekete-hegy este situat la coordonatele 45°52′35″N 18°24′57″E / 45.876389°N 18.415833°E.

## Înființare
Situl Villánykövesdi Fekete-hegy a fost declarat sit de importanță comunitară în mai 2004 pentru a proteja 1 specie de plante și 6 specii de animale. Situl a fost protejat și ca arie specială de conservare în februarie 2010.

## Biodiversitate
Situată în ecoregiunea panonică, aria protejată conține 6 habitate naturale: Păduri panonice cu Quercus pubescens, Pajiști stepice subpanonice, Pajiști uscate seminaturale și facies de acoperire cu tufișuri pe substraturi calcaroase (Festuco-Brometalia) (* situri importante pentru orhidee), Păduri ilirice de stejar și carpen (Erythronio-Carpinion), Păduri de fag din Europa Centrală dezvoltate pe sol calcaros cu Cephalanthero-Fagion, Păduri pe pante, grohotișuri și ravene de Tilio-Acerion.
La baza desemnării sitului se află mai multe specii protejate:
- plante (1): Himantoglossum caprinum
- nevertebrate (6): croitorul mare al stejarului (Cerambyx cerdo), Cucujus cinnaberinus, Hypodryas maturna, rădașcă (Lucanus cervus), croitorul cenușiu al stejarului (Morimus funereus), Rosalia alpina

Pe lângă speciile protejate, pe teritoriul sitului au mai fost identificate 2 specii de nevertebrate, 7 specii de reptile.